# أنطونيو فيريتي
أنطونيو فيريتي (بالإنجليزية: Antonio Ferretti)‏ مواليد 19 يناير 1957 في سويسرا، هو دراج سويسري سابق.

## روابط خارجية
- أنطونيو فيريتي على موقع أرشيف الدراجات (الإنجليزية)
- أنطونيو فيريتي على موقع إحصائيات الدراجات الإحترافية (الإنجليزية)